# 化学とマイクロ・ナノシステム研究会
化学とマイクロ・ナノシステム研究会（かがくとマイクロ・ナノシステムけんきゅうかい）は、化学・生化学・バイオテクノロジー・医学などの学問分野とマイクロ・ナノシステムに係る工学技術の接点を探り、融合を図ることにより、新たな学術領域・技術分野を開拓し、それらを応用した新規産業の創出を目指して2000年に「化学とマイクロシステム研究会」として発足、2002年現名称に改称した研究会。
事務局を東京都文京区本郷7-3-1東京大学工学部応用化学科北森研究室気付に置いている。

## 会誌
- 『化学とマイクロ・ナノシステム』